# Пасажирський поїзд
Пасажирський поїзд — поїзд, який складається з пасажирських вагонів і служить для перевезення людей і багажу. Незважаючи на назву, пасажирські поїзди також можуть перевозити і вантажі. Так, згідно з Правилами технічної експлуатації залізниць України, пасажирський поїзд може перевозити і пошту. Найпоширеніші пасажирські поїзди у внутрішньоміських (трамвай, метрополітен) і приміських перевезеннях. У ряді країн поїзди займають значний обсяг у міжміських пасажирських перевезеннях.

## Поява пасажирських поїздів

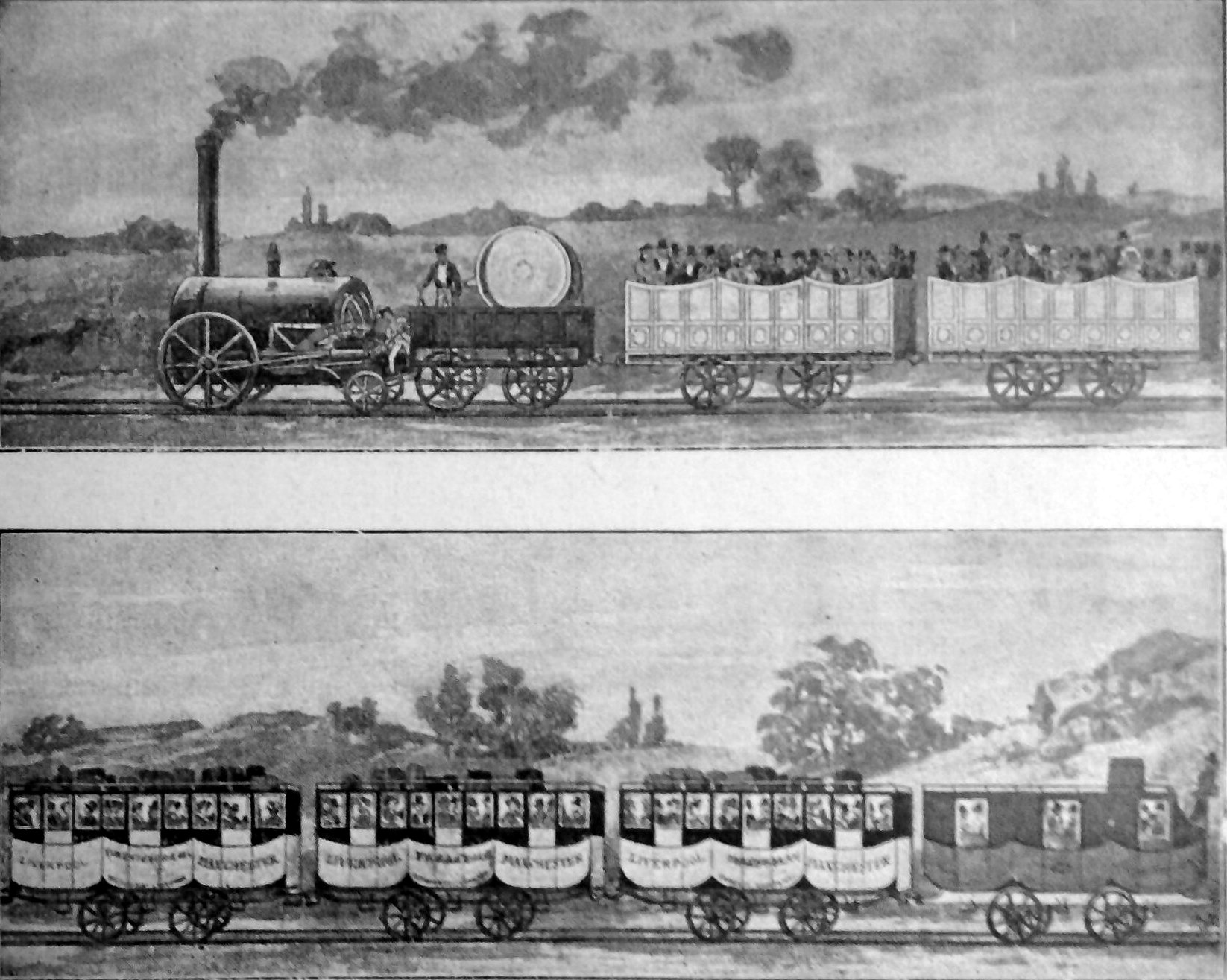
Пасажирські поїзди на залізниці Ліверпуль — Манчестер

Практично першим, хто причепив до локомотива пасажирський вагон, був Річард Тревітік на створеному ним же атракціоні «Злови мене, хто зможе». Однак перший пасажирський поїзд вирушив 15 вересня 1830 року з Ліверпуля по щойно відкритій магістралі Ліверпуль — Манчестер. Публіка швидко оцінила можливості цього виду транспорту, який до того ж у середині XIX століття був найшвидшим, у зв'язку з чим пасажирські поїзди набули популярності серед населення.

## Класифікація
Класифікація пасажирських поїздів достатньо різноманітна. Пасажирські поїзди залізниць поділяють за відстанями (приміські, місцеві), швидкостями (швидкі, швидкісні та високошвидкісні), частотою сполучення (разові, літні, цілорічні). Також пасажирські поїзди можуть відрізнятися за типом вагонів (наприклад, людський поїзд, коли людей перевозять у вантажних вагонах, також відносять до пасажирських) і характером вантажу (поштово-багажні, вантажопасажирські, туристично-екскурсійні).